# USS Indiana (BB-1)
Pour les autres navires du même nom, voir USS Indiana.
L’USS Indiana (BB-1) est le premier cuirassé de l’United States Navy de la classe Indiana entré en service à la fin du XIXe siècle.

## Historique
Ce navire est construit par le chantier naval William Cramp & Sons de Philadelphie. Il eut une carrière entrecoupée de période d'arrêt marqué par sa participation à la guerre hispano-américaine :
- Entré en service : 20 novembre 1895
- Retiré du service : 24 décembre 1903
- Remis en service : 9 janvier 1906
- Retiré du service : 23 mai 1914
- Remis en service : 24 mai 1917, servant de navire d'entrainement
- Retiré du service : 31 janvier 1919

Il est coulé comme navire cible le 1er novembre 1920 puis vendu à la démolition 19 mars 1924.